# أنطونيو كويفاس
أنطونيو كويفاس هو سياسي إسباني، ولد في 7 مايو 1949 في قنطرة شنيل في إسبانيا. نشط حزبياً في الحزب الاشتراكي العمالي الإسباني.

## مناصب
- في الانتخابات العمومية الإسبانية 2008 [الإنجليزية]‏، انتخب عضو مجلس النواب الإسباني  [لغات أخرى]‏ عن دائرة Seville (Congress of Deputies constituency) [الإنجليزية]‏ خلال فترته النيابية  [لغات أخرى]‏ (25 مارس 2008 – 13 ديسمبر 2011).
- في الانتخابات العمومية الإسبانية 2004 [الإنجليزية]‏، انتخب عضو مجلس النواب الإسباني  [لغات أخرى]‏ عن دائرة Seville (Congress of Deputies constituency) [الإنجليزية]‏ خلال فترته النيابية  [لغات أخرى]‏ (30 مارس 2004 – 15 يناير 2008).
- في الانتخابات العمومية الإسبانية 2000 [الإنجليزية]‏، انتخب عضو مجلس النواب الإسباني  [لغات أخرى]‏ عن دائرة Seville (Congress of Deputies constituency) [الإنجليزية]‏ خلال فترته النيابية  [لغات أخرى]‏ (28 مارس 2000 – 2 أبريل 2004).
- في الانتخابات العمومية الإسبانية 1996 [الإنجليزية]‏، انتخب عضو مجلس النواب الإسباني  [لغات أخرى]‏ عن دائرة Seville (Congress of Deputies constituency) [الإنجليزية]‏ خلال فترته النيابية  [لغات أخرى]‏ (20 مارس 1996 – 18 يناير 2000).
- في الانتخابات العمومية الإسبانية 1993 [الإنجليزية]‏، انتخب عضو مجلس النواب الإسباني  [لغات أخرى]‏ عن دائرة Seville (Congress of Deputies constituency) [الإنجليزية]‏ خلال فترته النيابية  [لغات أخرى]‏ (18 يونيو 1993 – 9 يناير 1996).
- في الانتخابات العامة الإسبانية 1989 [الإنجليزية]‏، انتخب عضو مجلس النواب الإسباني  [لغات أخرى]‏ عن دائرة Seville (Congress of Deputies constituency) [الإنجليزية]‏ خلال فترته النيابية  [لغات أخرى]‏ (20 نوفمبر 1989 – 13 أبريل 1993).
- في الانتخابات العمومية الإسبانية 1986 [الإنجليزية]‏، انتخب عضو مجلس النواب الإسباني  [لغات أخرى]‏ عن دائرة Seville (Congress of Deputies constituency) [الإنجليزية]‏ خلال فترته النيابية  [لغات أخرى]‏ (14 يوليو 1986 – 2 سبتمبر 1989).